# Ammopiptanthus mongolicus
Ammopiptanthus mongolicus är en ärtväxtart som först beskrevs av Vladimir Leontjevitj Komarov, och fick sitt nu gällande namn av S.H.Cheng. Ammopiptanthus mongolicus ingår i släktet Ammopiptanthus och familjen ärtväxter. Inga underarter finns listade i Catalogue of Life.